# بيتار بيتكوفيتش
بيتار بيتكوفيتش هو سياسي صربي، ولد في 12 يوليو 1980 في زاييتشار في صربيا. نشط حزبياً في الحزب الديمقراطي في صربيا ‏ والحزب التقدمي الصربي.